# Прокшино (Московская область)
Про́кшино — деревня в Сергиево-Посадском районе Московской области, в составе муниципального образования Сельское поселение Васильевское (до 29 ноября 2006 года входила в состав Васильевского сельского округа).

## Население
| 2002 | 2006 | 2010 |
| ---- | ---- | ---- |
| 2    | ↘0   | →0   |

## География
Прокшино расположено примерно в 32 км (по шоссе) на запад от Сергиева Посада, на безымянном ручье, правом притоке реки Вори, высота центра деревни над уровнем моря — 204 м. У северной окраины Прокшино находится платформа 62 км Большого кольца МЖД.